# Гашербрум III
Гашербрум III е връх в масива Гашербрум от планинската верига Каракорум на границата между Пакистан и Китай, в района Гилгит-Балтистан (най-северната част от Кашмир), който е предмет на спор между държавите. Върхът е разположен е между Гашербрум II и IV.
Някои го считат за петнадесетия по височина връх в света. Други го разглеждат като подвръх на Гашербрум II, тъй като не успява да постигне 500 метра относителна надморска височина, необходима за Хималаите (отделен е от съседния Гашербрум II със 7591 m високо седло, т.е. има височина на прореза 355 m). Поради своето топографско отстояние от съседните върхове, втория критерий за самостоятелност, Гашербрум III се счита за относително самостоятелен основен връх.
До 1975 г. Гашербрум III е бил считан за най-високия неизкачен връх в света. Изкачен е за първи път на 11 август 1975 г. от екипи на женска и мъжка полска експедиция – Ванда Руткевич, Алисън Чадуик-Онишкевич, Януш Онишкевич и Кшищоф Зджитовецки.